# كافون
أحمد العبيدي (1983 - 10 مايو 2025)، والمعروف باسمه الفني كافون، هو مغني راب تونسي. اكتسب شهرة واسعة في تونس بعد إصدار أغنية "حوماني" التي قدمها إلى جانب محمد أمين حمزاوي.

## الحياة الشخصية
تزوج العبيدي مرتين. كان زواجه الأول في عام 2019 لكنه انتهى بعد شهرين. وفي زواجه الثاني تزوج إلهام شيحي، باحثة دكتوراه في القانون، في عام 2024.

## المرض والوفاة
كان يعاني منذ فترة طويلة من حالة وعائية نادرة أدت إلى مضاعفات صحية خطيرة. في عام 2017، خضع لعملية جراحية أدت إلى بتر الجزء السفلي من قدمه، بما في ذلك الكعب، بسبب تدفق الدم المحدود الناجم عن تضييق الأوعية الدموية. وذكر لاحقا أن تعاطي التبغ والمخدرات ساهما بشكل كبير في تدهور حالته من خلال انسداد أحد الأوعية الدموية في قدمه. ونفى علناً الشائعات التي تشير إلى إصابته بمرض السكري أو السرطان، مؤكداً بدلاً من ذلك أن حالته لم تكن تهدد حياته في ذلك الوقت، على الرغم من أنها منعته من مواصلة أنشطته الموسيقية. في ديسمبر 2018، تفاقم مرضه، مما استلزم بتر ساقه الثانية.
توفي في صباح يوم 10 مايو 2025، عن عمر يناهز 42 عامًا، بعد مرض طويل. في السنوات التي سبقت وفاته، تدهورت صحته بشكل كبير، مما أدى إلى انسحابه التدريجي من المشهد الموسيقي.
دفن العبيدي في مقبرة الجلاز بتونس.